# إسعاد (اسم)
إِسْعَاد هو اسم علم مذكر ومؤنث من أصل عربي، ومعناه هو جَعْلُ الغير سعيدًا.

## شخصيات تحمل الاسم
- إسعاد يونس